# Rubovics Márk
Rubovics Márk (Pest, 1867. november 21. – Budapest, 1947. október 28.) festő.

## Életútja
Tanulmányait a mintarajziskolában kezdte, Székely Bertalantól és Lotz Károlytól tanult. Azután Bécsben, Berlinben és Párizsban dolgozott. Bihari Sándorral és Karlovszky Bertalannal együtt 1891-ben magán festőiskolát alapítottak. Egy ideig a Nemzeti Szalon műtárosa volt, melynek létrehozásában fontos szerepet játszott. A Műcsarnokban állított ki először, gyűjteményes kiállítása volt 1912-ben, 1921-ben és 1929-ben a Nemzeti Szalonban. Kisméretű életképeket (Érdekes olvasmány), tájképeket (Eső után) és csendéleteket festett, de a Balatonról is sok képet készített.